# Paracometes
Paracometes is een kevergeslacht uit de familie van de boktorren (Cerambycidae). De wetenschappelijke naam van het geslacht werd voor het eerst geldig gepubliceerd in 1958 door Villiers.

## Soorten
Paracometes omvat de volgende soorten:
- Paracometes acutipennis (Buquet, 1851)
- Paracometes birai (Hovore & Santos-Silva, 2007)
- Paracometes eximius (Bates, 1885)
- Paracometes mathani Villiers, 1958
- Paracometes micans Santos-Silva & Tavakilian, 2009
- Paracometes venustus (Bates, 1885)